# 廣南KK超級市場
廣南（KK）超級市場有限公司，簡稱廣南（KK）超級市場（英語：Guangnan KK Supermarket Company Limited），於1985年由當時紡織大王周文軒和其他人士組成，當時名為「KK超級市場」（Kitty & Kettie Supermarket），首間分店座落於香港柴灣環翠商場四樓（現在的三樓），前身是空置樓層。
1990年10月26日，下午6時30分左右，香港九龍土瓜灣土瓜灣道66號唯一大廈的非法建築簷篷倒塌。於正值重陽節假期下午繁忙時間，多名途人走避不及，13名途人慘遭幾十噸重的巨型混凝土活埋。據街坊表示，簷篷倒塌時多名途人慌忙逃入KK超級市場避禍，但超級市場經理拒讓途人進入，更下令員工落閘，因而受到街坊指責。
1996年廣南集團收購KK超級市場，並將KK超級市場與集團從香港小輪收購的港輪超級市場合併，同年和南方大廈組成「廣南超市」，而在1997年收購當時廣東省食品公司旗天美，1998年，「廣南超市」和「廣南天美超市」合併成「廣南超市」。

## 財政問題和破產
由於當時母公司粵海集團和廣南集團，發生嚴重財政和監管問題，再加上過度擴充，因此於2001年6月20日全線分店結業。